# Washington Bullets 1988-1989
La stagione 1988-89 dei Washington Bullets fu la 28ª nella NBA per la franchigia.
I Washington Bullets arrivarono quarti nella Atlantic Division della Eastern Conference con un record di 40-42, non qualificandosi per i play-off.

## Roster
| N° | Naz.                   | Ruolo | Sportivo         | Anno | Alt. | Peso |
| -- | ---------------------- | ----- | ---------------- | ---- | ---- | ---- |
| 3  | Stati Uniti (bandiera) | G     | Dominic Pressley | 1964 | 188  | 77   |
| 5  | Stati Uniti (bandiera) | G     | Darrell Walker   | 1961 | 193  | 82   |
| 20 | Stati Uniti (bandiera) | G     | Steve Colter     | 1962 | 191  | 75   |
| 21 | Stati Uniti (bandiera) | GA    | Ledell Eackles   | 1966 | 196  | 100  |
| 22 | Stati Uniti (bandiera) | C     | Dave Feitl       | 1962 | 211  | 107  |
| 23 | Stati Uniti (bandiera) | AC    | Charles Jones    | 1957 | 206  | 98   |
| 24 | Stati Uniti (bandiera) | G     | Jeff Malone      | 1961 | 193  | 93   |
| 30 | Stati Uniti (bandiera) | A     | Bernard King     | 1956 | 201  | 93   |
| 31 | Stati Uniti (bandiera) | A     | Mark Alarie      | 1963 | 203  | 98   |
| 33 | Stati Uniti (bandiera) | A     | Terry Catledge   | 1963 | 203  | 100  |
| 34 | Stati Uniti (bandiera) | AC    | John Williams    | 1966 | 203  | 107  |
| 44 | Stati Uniti (bandiera) | A     | Harvey Grant     | 1965 | 203  | 88   |
| 51 | Stati Uniti (bandiera) | A     | Charles A. Jones | 1962 | 203  | 98   |

## Staff tecnico
- Allenatore: Wes Unseld
- Vice-allenatori: Bill Blair, Jeff Bzdelik